# Schweizer Meisterschaften im Skilanglauf 1986
Die Schweizer Meisterschaften im Skilanglauf 1986 fanden vom 31. Januar 1986 bis zum 9. Februar 1986 in Trun statt. Ausgetragen wurden bei den Männern die Distanzen 15 km, 30 km und 50 km die die 4 × 10 km Staffel. Bei den Frauen fanden die Distanzen 5 km, 10 km und 20 km, sowie die 4 × 5 km Staffel statt. Die erfolgreichsten Skilangläufer waren Andy Grünenfelder, der über 30 km gewann und Giachem Guidon der über 15 km gewann, sowie mit der Staffel von Alpina St. Moritz. Bei den Frauen gewann Evi Kratzer alle drei Einzeltitel sowie mit der Staffel von Alpina St. Moritz.

## Männer

### 15 km
| Platz | Name              | Verein             | Zeit (min) |
| ----- | ----------------- | ------------------ | ---------- |
| 01    | Giachem Guidon    | Alpina St. Moritz  | 46:38,3    |
| 02    | Jeremias Wigger   | SC Entlebuch       | 47:45,2    |
| 03    | Joos Ambühl       | SC Davos           | 48:40,2    |
| 04    | Andy Grünenfelder | Alpina St. Moritz  | 48:43,1    |
| 05    | Markus Fähndrich  | SC Horw            | 49:04,6    |
| 06    | Jürg Capol        | Alpina St. Moritz  | 49:06,9    |
| 07    | Daniel Sandoz     | La Chaux-du-Milieu | 49:28,1    |
| 08    | Battista Bovisi   | SC Davos           | 49:40,4    |
| 09    | Mathhias Remund   | Bern               | 49:49,3    |
| 10    | André Rey         | Les Cernets        | 49:58,1    |

Datum: Samstag, 1. Februar 1986 in Trun

Zum Auftakt der Meisterschaften holte der für St. Moritz startende Giachem Guidon seinen ersten Meistertitel. Mitfavorit und Vorjahressieger Andy Grünenfelder verpasste beim Rennen mit 78 Startern als Vierter eine Medaille um 2,9 Sekunden.

### 30 km
| Platz | Name              | Verein            | Zeit (std) |
| ----- | ----------------- | ----------------- | ---------- |
| 01    | Andy Grünenfelder | Alpina St. Moritz | 1:17:47,4  |
| 02    | Giachem Guidon    | Alpina St. Moritz | 1:18:32,7  |
| 03    | Jürg Capol        | Alpina St. Moritz | 1:20:01,5  |
| 04    | Daniel Sandoz     | Saignelegier      | 1:20:22,8  |
| 05    | André Rey         | Grenzwachtkorps   | 1:20:58,7  |
| 06    | Joos Ambühl       | SC Davos          | 1:21:06,2  |
| 07    | Paul Grünenfelder | Wangs             | 1:21:44,2  |
| 08    | Hanspeter Furger  | SC Davos          | 1:22:00,6  |
| 09    | Battista Bovisi   | SC Davos          | 1:22:07,7  |
| 10    | Markus Fähndrich  | SC Horw           | 1:22:25,5  |

Datum: Mittwoch, 5. Februar 1986 in Trun

Es gewann der Vorjahressieger Andy Grünenfelder mit 45 Sekunden Vorsprung auf den 15-km Sieger Giachem Guidon. Es waren 64 Läufer am Start.

### 50 km
| Platz | Name              | Verein        | Zeit (std) |
| ----- | ----------------- | ------------- | ---------- |
| 01    | Daniel Sandoz     | Saignelégier  | 2:14:11,2  |
| 02    | Paul Grünenfelder | Wangs         | 2:16:54,6  |
| 03    | Joos Ambühl       | SC Davos      | 2:17:18,2  |
| 04    | André Rey         | Les Cernets   | 2:17:34,5  |
| 05    | Markus Fähndrich  | SC Horw       | 2:17:59,9  |
| 06    | Battista Bovisi   | SC Davos      | 2:19:20,3  |
| 07    | Hanno Vontobel    | SC Am Bachtel | 2:19:28,6  |
| 08    | Walter Thierstein | SC Frutigen   | 2:20:22,3  |
| 09    | Jacques Niquille  | Charmey       | 2:20:55,2  |
| 10    | Hanspeter Furger  | SC Davos      | 2:21:14,8  |

Datum: Sonntag, 9. Februar 1986 in Trun

In Abwesenheit der beiden Favoriten Andy Grünenfelder und Giachem Guidon, die sich für den folgenden Weltcup in Oberstdorf schonten, gewann der Saignelégierer Daniel Sandoz mit 2 Minuten und 43 Sekunden Vorsprung auf Paul Grünenfelder seinen ersten Meistertitel. Es waren 62 Läufer am Start.

### 4 × 10 km Staffel
| Platz | Namen                                                               | Verein            | Zeit (std) |
| ----- | ------------------------------------------------------------------- | ----------------- | ---------- |
| 01    | Emil Tall Jürg Capol Giachem Guidon Andy Grünenfelder               | Alpina St. Moritz | 1:45:08,9  |
| 02    | Hanspeter Furger Hans-Luzi Kindschi Battista Bovisi Joos Ambühl     | SC Davos          | 1:45:10,5  |
| 03    | Christian Marchon Marco Fresard Jean-Philippe Marchon Daniel Sandoz | Saignelegier      | 1:50:16,8  |
| 04    | Kurt Fähndrich Edgar Brunner Hippolyt Kempf Markus Fähndrich        | SC Horw           | 1:51:36,8  |
| 05    | Beat Nussbauer Steve Maillardet Emanuel Buchs André Rey             | Grenzwachtkorps   | 1:53:14,8  |
| 06    | Rene Reichmuth Beat Meier Alois Oberholzer Andreas Schaad           | SC Einsiedeln     | 1:53:23,5  |

Datum: Sonntag, 2. Februar 1986 in Trun

## Frauen

### 5 km
| Platz | Name                 | Verein            | Zeit (min) |
| ----- | -------------------- | ----------------- | ---------- |
| 01    | Evi Kratzer          | Alpina St. Moritz | 16:56,7    |
| 02    | Marianne Irniger     | SC Urnäsch        | 17:18,5    |
| 03    | Karin Thomas         | Alpina St. Moritz | 17:23,1    |
| 04    | Christine Brügger    | Alpina St. Moritz | 17:23,3    |
| 05    | Annelies Lengacher   | Hünibach          | 17:38,8    |
| 06    | Martina Schönbächler | SC Einsiedeln     | 17:58,6    |
| 07    | Ursula Tall-Zini     | Alpina St. Moritz | 18:01,3    |
| 08    | Margrit Ruhstaller   | SC Einsiedeln     | 18:09,4    |
| 09    | Sylvia Honegger      | SC Am Bachtel     | 18:10,5    |
| 010   | Elisabeth Glanzmann  | SC Marbach        | 18:21,1    |

Datum: Freitag, 31. Januar 1986 in Trun

Das erste Rennen bei den Frauen gewann die Vorjahressiegerin Evi Kratzer, die ihren insgesamt 13. Titel gewann.

### 10 km
| Platz | Name                 | Verein                | Zeit (min) |
| ----- | -------------------- | --------------------- | ---------- |
| 01    | Evi Kratzer          | Alpina St. Moritz     | 31:26,1    |
| 02    | Gaby Scheidegger     | SC Bernina Pontresina | 32:42,0    |
| 03    | Karin Thomas         | SC Bernina Pontresina | 32:43,5    |
| 04    | Annelies Lengacher   | Hünibach              | 32:45,3    |
| 05    | Martina Schönbächler | SC Einsiedeln         | 33:17,7    |
| 06    | Christine Brügger    | Alpina St. Moritz     | 33:34,9    |
| 07    | Ursula Tall-Zini     | Alpina St. Moritz     | 34:03,4    |
| 08    | Elisabeth Glanzmann  | SC Marbach            | 34:38,9    |
| 09    | Silvia Buchmann      | Schwellbrunn          | 35:30,1    |
| 010   | Karin Knecht         | Alpina St. Moritz     | 35:31,1    |

Datum: Mittwoch, 5. Februar 1986 in Trun

### 20 km
| Platz | Name                 | Verein                | Zeit (std) |
| ----- | -------------------- | --------------------- | ---------- |
| 01    | Evi Kratzer          | Alpina St. Moritz     | 1:15:13,6  |
| 02    | Karin Thomas         | Alpina St. Moritz     | 1:16:23,7  |
| 03    | Christine Brügger    | Alpina St. Moritz     | 1:17:12,4  |
| 04    | Annelies Lengacher   | Thun                  | 1:17:42,7  |
| 05    | Martina Schönbächler | SC Einsiedeln         | 1:18:01,9  |
| 06    | Gaby Scheidegger     | SC Bernina Pontresina | 1:20:46,8  |
| 07    | Ursula Tall-Zini     | Alpina St. Moritz     | 1:23:00,2  |
| 08    | Silvia Buchmann      | Schwellbrunn          | 1:25:04,2  |
| 09    | Margrit Wyss         | Chur                  | 1:25:52,8  |
| 010   | Karin Knecht         | Alpina St. Moritz     | 1:27:00,5  |

Datum: Samstag, 8. Februar 1986 in Trun

Auch der dritte Einzeltitel ging an Evi Kratzer, die mit einer Minute und zehn Sekunden Vorsprung auf die Vorjahressiegerin Karin Thomas, ihren insgesamt 15. Einzeltitel gewann.

### 3 × 5 km Staffel
| Platz | Namen                                                       | Verein                       | Zeit (min) |
| ----- | ----------------------------------------------------------- | ---------------------------- | ---------- |
| 01    | Ursula Tall-Zini Christine Brügger Evi Kratzer              | Alpina St. Moritz            | 45:51,4    |
| 02    | Franziska Ogi Gabi Zurbrügg Annelies Lengacher              | Berner Oberländer Skiverband | 47:30,5    |
| 03    | Silvia Baumann Myrtha Fässler Marianne Irniger              | Ostschweizer Skiverband      | 48:29,4    |
| 04    | Gaby Scheidegger Anette Knauer Karin Thomas                 | SC Bernina Pontresina        | 49:57,7    |
| 05    | Margrit Ruhstaller Bernadette Birchler Martina Schönbächler | SC Einsiedeln                | 50:22,0    |

Datum: Sonntag, 2. Februar 1986 in Trun